# Tanjungsari (Kragan)
Tanjungsari is een bestuurslaag in het regentschap Rembang van de provincie Midden-Java, Indonesië. Tanjungsari telt 984 inwoners (volkstelling 2010).